# 莫沙特 (阿拉巴馬州)
莫沙特（英語：Moshat）是一個位於美國阿拉巴馬州切羅基縣的非建制地區。該地的面積和人口皆未知。

## 地理
莫沙特的座標為34°07′01″N 85°37′20″W / 34.11681°N 85.62222°W，而該地最高點為海拔高度205米（即673英尺）。